# Lala Mara
Lala Mara (ur. 4 stycznia 1931, zm. 20 lipca 2004) – fidżyjska polityk, działaczka polityczna, żona wieloletniego premiera i prezydenta Fidżi Kamisese Mary.
Urodzona jako Lalabalavu Litia Katoafutoga, po ojcu otrzymała tradycyjny tytuł Roko Tui Dreketi, przysługujący wodzom społeczności Burebasaga; 9 września 1950 zawarła związek małżeński z Ratu Mara, wodzem społeczności z wysp Nayau i Lau. Małżeństwo, zawarte dla zaspokojenia interesów dynastycznych, okazało się szczęśliwym, para doczekała się trzech synów i pięciu córek; dwoje z dzieci, syn Ratu Finau Mara i córka Adi Koila Mara Nailatikau, zajęło się wzorem rodziców polityką.
Jako pierwsza dama Fidżi Lala Mara była aktywna w dyplomacji i miała duży wpływ na męża. W 1991 założyła Partię Polityczną Fidżi (Soqosoqo ni Vakavulewa ni Taukei), będącą kontynuacją zakazanej Alliance Party, stworzonej przez Kamisese Mara.  Początkowo stała na czele nowej partii, po kilku latach została jednak zastąpiona przez pułkownika Sitiveni Rabukę. Do końca życia Lala Mara pozostała aktywną członkinią Wielkiej Rady Wodzów.
Zmarła pięć miesięcy po śmierci męża.